# Урядова криза у Великій Британії (2022)
На початку липня 2022 року 63 зі 179 представників уряду Великої Британії пішли у відставку зі своїх посад у другому уряді прем'єр-міністра Бориса Джонсона, що призвело до відставки самого Джонсона 7 липня.
5 липня на тлі скандалу з Крісом Пінчером канцлер скарбниці Ріші Сунак та міністр охорони здоров'я Саджид Джавід подали у відставку. Багато інших членів уряду також почали подавати у відставку. До 7 липня шістдесят членів парламенту подали у відставку з урядових та партійних посад. Міністра житлово-комунального господарства, громад та місцевого самоврядування Великої Британії Майкла Гоува Джонсон звільнив 6 липня.
7 липня Джонсон оголосив про намір піти з посади голови Консервативної партії, зазначивши, що зробить це після обрання нового голови партії. До цього він заперечував можливе залишення посади.

## Події, які передували
«Ковідні» вечірки під час локдауну в саду резиденції прем'єра на Даунінґ-стріт, 10 у центрі Лондона 20 травня 2020 року.
Консервативна партія зазнала поразки на додаткових виборах 23 червня 2022 року у виборчих округах Вейкфілд і Тівертон і Гонітон, поступившись Лейбористській партії та партії Ліберальних демократів відповідно. Це призвело до відставки Олівера Доудена з посади голови Консервативної партії.
Наприкінці червня 2022 року вибухнув сексуальний скандал довкола Кріса Пінчера. Його звинуватили у домаганнях до двох чоловіків. Через кілька днів проти нього з'явилася низка нових звинувачень.

## Крах уряду

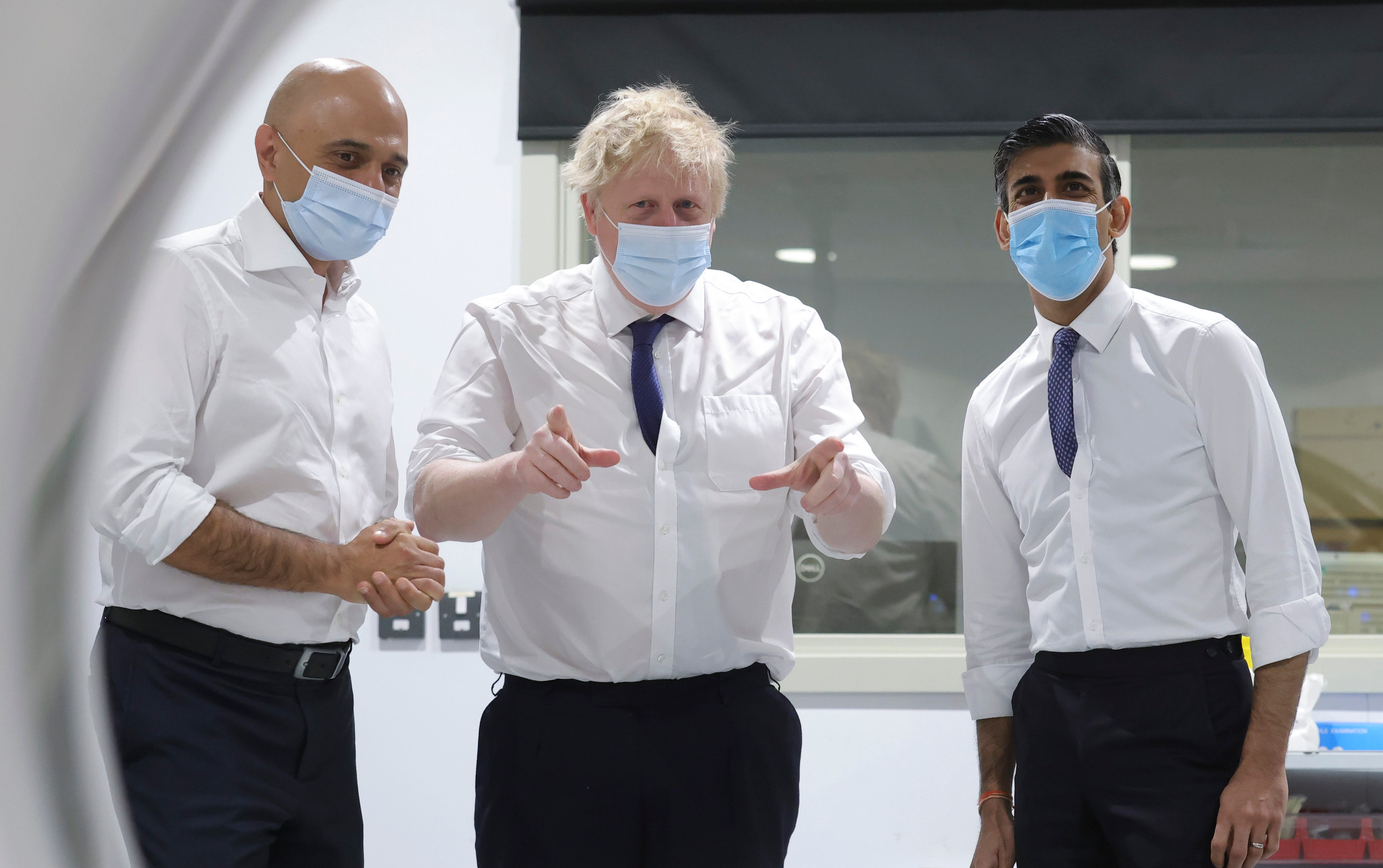
Саджид Джавід(ліворуч) і Ріші Сунак (перший, хто пішов у відставку з уряду) на фото з Борисом Джонсоном (у центрі).

5 липня 2022 року міністр охорони здоров'я Саджид Джавід і канцлер скарбниці Ріші Сунак подали у відставку після заяви прем'єр-міністра Бориса Джонсона про те, що було помилкою призначити Кріса Пінчера на посаду після звинувачень його у сексуальних домаганнях. Відставки Джавіда та Сунака призвели до того, що інші міністри та особисті секретарі парламенту також пішли у відставку. Більшість із них посилалися на відсутність чесності та порядності з боку Джонсона. У наступні 24 години 36 осіб подали у відставку зі своїх посад в уряді. За оцінками Інституту державного управління, ця серія відставок стала найбільшою щонайменше з 1900 року.
6 липня Джонсон, незважаючи на тиск як з боку опозиції, так і з боку уряду, заперечував можливу відставку. Новий канцлер скарбниці Надхім Захаві та міністр внутрішніх справ Пріті Пател, зібралися на Даунінґ-стріт, 10, щоб закликати Джонсона піти у відставку. Після цього інші члени кабінету Джонсона, такі як Надін Дорріс, також зібралися в урядовій будівлі, щоб підтримати Джонсона.
Увечері 6 липня, незважаючи на те, що інші високопосадовці, у тому числі міністр внутрішніх справ Пріті Патель, міністр житлово-комунального господарства, громад та місцевого самоврядування Майкл Гоув та міністр транспорту Грант Шеппс закликали прем'єр-міністра піти у відставку Даунінґ-стріт, 10 опублікував заяву, в якій підтверджувалося, що Джонсон не піде у відставку добровільно. Того ж дня Джонсон звільнив Майкла Гоува. Пізніше того ж вечора Саймон Гарт, міністр у справах Уельсу, подав у відставку з кабінету міністрів, заявивши, що у нього «не залишилося іншого вибору».
Понад 60 депутатів пішли у відставку. Відставки призвели до того, що багато урядових відомств втратили майже всіх своїх відповідальних міністрів. У Міністерстві освіти, наприклад, залишився лише один заступник парламентського секретаря, а всі міністри пішли у відставку.
Серед депутатів-консерваторів, які публічно висловили підтримку Джонсону, міністр культури Надін Доріс, молодший міністр можливостей Brexit Джейкоб Ріс-Могг, міністр у справах Шотландії Алістер Джек, державний міністр у справах Північної Ірландії Конор Бернс, Особистий секретар Джонсона Лія Нікі, і член парламенту від Веллінгборо Пітер Боун.
Міністр юстиції та віцепрем'єр Домінік Рааб, а також міністр закордонних справ Елізабет Трасс не зробили заяв ні на підтримку, ні на засудження прем'єр-міністра.
Лідер опозиції Кір Стармер розкритикував Джонсона і консерваторів, що залишилися в кабінеті, заявивши, що збереження лояльності прем'єр-міністру означає, що вони не мають «ні краплі чесності».

## Відставка Бориса Джонсона
7 липня було оголошено, що Борис Джонсон зробить заяву, у якій він піде з посади лідера Консервативної партії, з пропозиціями, що він також оголосить про свій намір залишитися на посаді прем'єр-міністра до з'їзду Консервативної партії восени. Повідомлялося, що вранці того ж дня Джонсон зателефонував королеві, щоб повідомити про свій намір піти у відставку.
Джонсон оголосив про свою відставку з посади голови партії та прем'єр-міністра о 12:30 7 липня. Він продовжить обіймати посаду прем'єр-міністра як виконувач обов'язків доти, доки не буде обрано нового голови партії.

## Реакції
Міністр закордонних справ Елізабет Трасс зробила заяву після відставки прем'єр-міністра, назвавши це «правильним рішенням» та закликавши до «спокою та єдності». Секретар у справах бізнесу Квасі Квартенг охарактеризував ситуацію як «пригнічуючу» і закликав до зміни лідера «якнайшвидше».
Перший міністр Шотландії Нікола Стерджен, і перший міністр Уельсу Марк Дрейкфорд закликали Джонсона піти у відставку.
Деякі члени партії, які підтримують негайне усунення Джонсона з посади, запропонували перепризначити колишнього прем'єр-міністра-консерватора Терезу Мей виконувачкою обов'язків.

### Міжнародна реакція
Україна
Президент України Володимир Зеленський висловив жаль, дізнавшись про це, і прокоментував: «Не лише я, а й усе українське суспільство вам дуже співчуває». Зеленський подякував Джонсону за підтримку під час повномасштабної російської агресії.
 Росія
Прессекретар Президента Російської Федерації Дмитро Пєсков відреагував на ситуацію, заявивши: «Він [Борис Джонсон] нас не любить. Ми його теж». Офіційний представник МЗС Росії Марія Захарова заявила, що Джонсон був «уражений бумерангом, запущеним ним самим».
 Сполучені Штати Америки
Джо Байден, Сполучених Штатів, заявив, що США та Велика Британія залишаться «найближчими друзями та союзниками» і що «особливі відносини» між двома країнами «залишаються міцними». Байден також висловив сподівання, що наступник Джонсона продовжуватиме підтримувати Україну. Чиновники Білого дому відмовилися коментувати звільнення Джонсона, заявивши, що вони «не збираються коментувати демократичний процес іншого уряду».
 Ірландія 
Тишех Ірландії Майкл Мартін направив свої найкращі побажання Джонсону, але закликав «відмовитися» від односторонніх дій щодо Протоколу Північної Ірландії по Brexitу, заявивши, що відносини між урядами Ірландії та Великобританії були «напруженими та складними останнім часом».